# Bouches-de-l'Elbe
Pour les articles homonymes, voir Bouches et Elbe.
1811–1814
Entités précédentes :
- Royaume de Westphalie
- Électorat de Brunswick-Lunebourg
- Ville libre de Hambourg
- Ville libre de Lübeck

Entités suivantes :
- Royaume de Hanovre
- Duché de Holstein
- Ville libre de Hambourg
- Ville libre de Lübeck
- Duché de Saxe-Lauenbourg

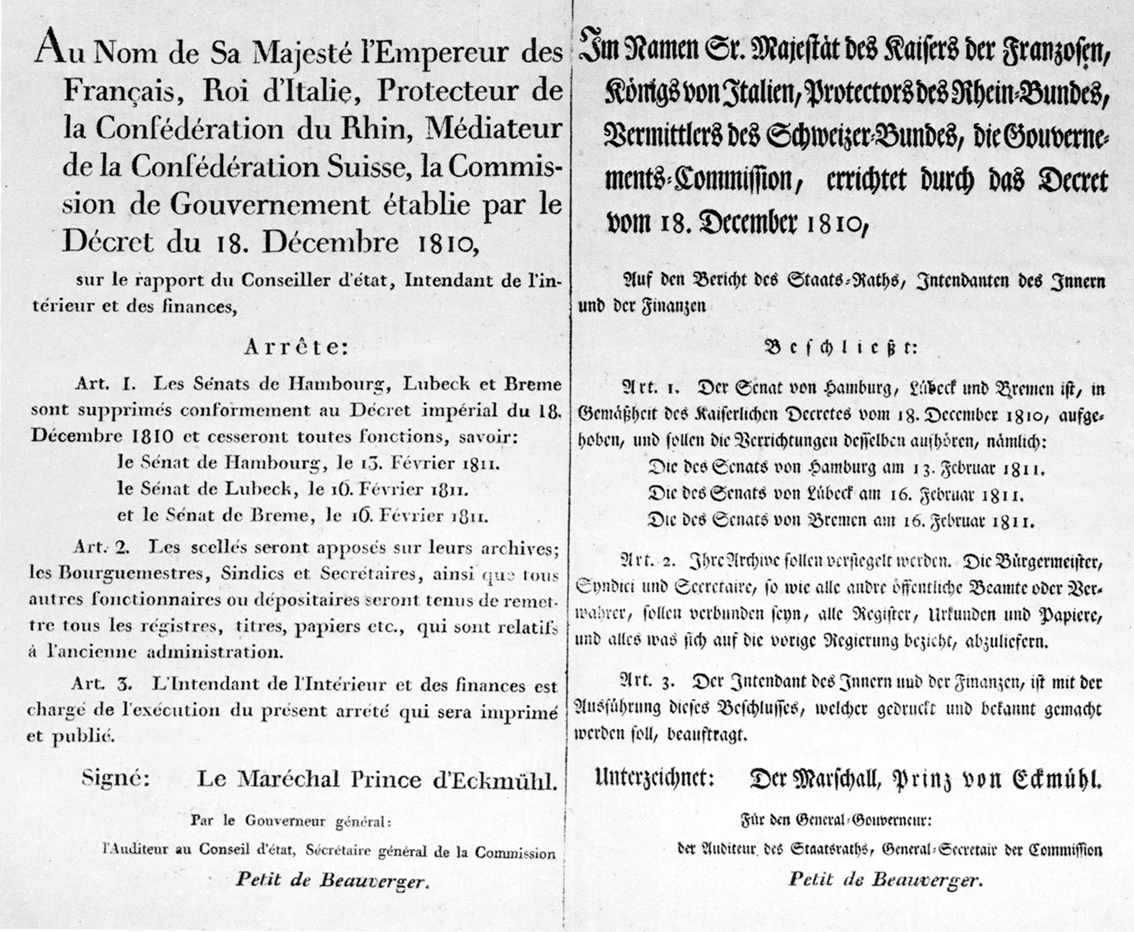

Le département des Bouches-de-l'Elbe (en allemand Departement der Elbmündung(en), ou Elbmündungsdepartement) est un ancien département français dont le chef-lieu était Hambourg de 1811 à 1814.
Le département est créé le 1er janvier 1811.

## Territoire

### Description
Par le sénatus-consulte organique du 13 décembre 1810, il est décidé que le royaume de Hollande, les villes hanséatiques et le Lauenbourg font partie de la France. La division territoriale du département est décrite par le décret du 4 juillet 1811 concernant l'organisation générale des départements hanséatiques :
« Le département des Bouches-de l'Elbe sera composé des pays compris entre le département des Bouches-du-Weser, la mer du Nord, l'Elbe, la Baltique, et une ligne suivant exactement les frontières actuelles du Holstein, enveloppant le Lauenbourg, le territoire de Lübeck, jusqu'au confluent de la Stepenitz dans l'Elbe, et depuis la rive droite au-dessus du confluent jusqu'à Soltau.
En conséquence, les limites du département des Bouches-de-l'Elbe seront, à l'ouest, la mer du Nord et l'Elbe jusqu'au village de Laesa ; au nord, le cours de l'Elbe jusque vis-à-vis le fossé qui se trouve sur la rive droite du fleuve, et qui sépare le territoire de Hambourg de celui d'Altona ; suivant ensuite les anciennes frontières, entre le Holstein et les dépendances de Hambourg jusqu'à Bergedorf avec les enclaves dépendant de l'ancien territoire de Hambourg, et qui forment les communes de Hansdorff, Schmalenbeck, Woltorff, Ohlstede, Wolsdorff, Berne et Farmsen ;
Au nord-ouest, par le cours de la rivière dite la Bille, jusqu'au village de Poggensée, par les anciennes frontières, entre le Holstein et le Lauenbourg jusqu'à Cense, et par celles entre le Holstein et l'ancien territoire de Lubeck jusqu'à la mer Baltique à Travemünde ;
À l'est, par les anciennes frontières entre le Mecklenbourg et le territoire de Lubeck jusqu'à Gross- et Klein-Groenau ; ensuite celles entre le Mecklenbourg et le pays de Lauenbourg jusqu'à la ville de Lauenbourg, avec l'enclave qui s'étend, en remontant l'Elbe, depuis Hollanderey jusqu'à Welsmingen, et de Bahrförde, suivant une ligne qui comprend Ludersbourg, Boltersen, Solbeck, Wendhausen, Hölzen, Reinsdorf, Wendischevern, Goeb, Stethmerschlenssen, Embsen, Kolekshagen, Niendorf, Mordren et Sottorf ; le cours de la Luhe jusqu'au village de Hutzel ; passant ensuite à Steickenhoesen et Timmerloh jusqu'à Soltau, compris dans le département des Bouches-du-Weser ; au sud-est, par une ligne depuis Soltau jusqu'à Hillern, Steinbeck, Galborn, Riepe, remontant un des affluents de la Veerse à Varel, de là à Bostel, Hetzwege, Abbendorff, Bogelsdorf, Olenhorst et Zeven ; suivant ensuite le cours de l'Oste, jusqu'à Spreckens ; et de là, par une ligne droite de Grossenhain, laissant Ankelohe à l'ouest, et suivant par Jemmenhaus, Ohlemor, Orstude, Bahrensch, jusqu'à la mer du Nord. »

### Arrondissements et cantons

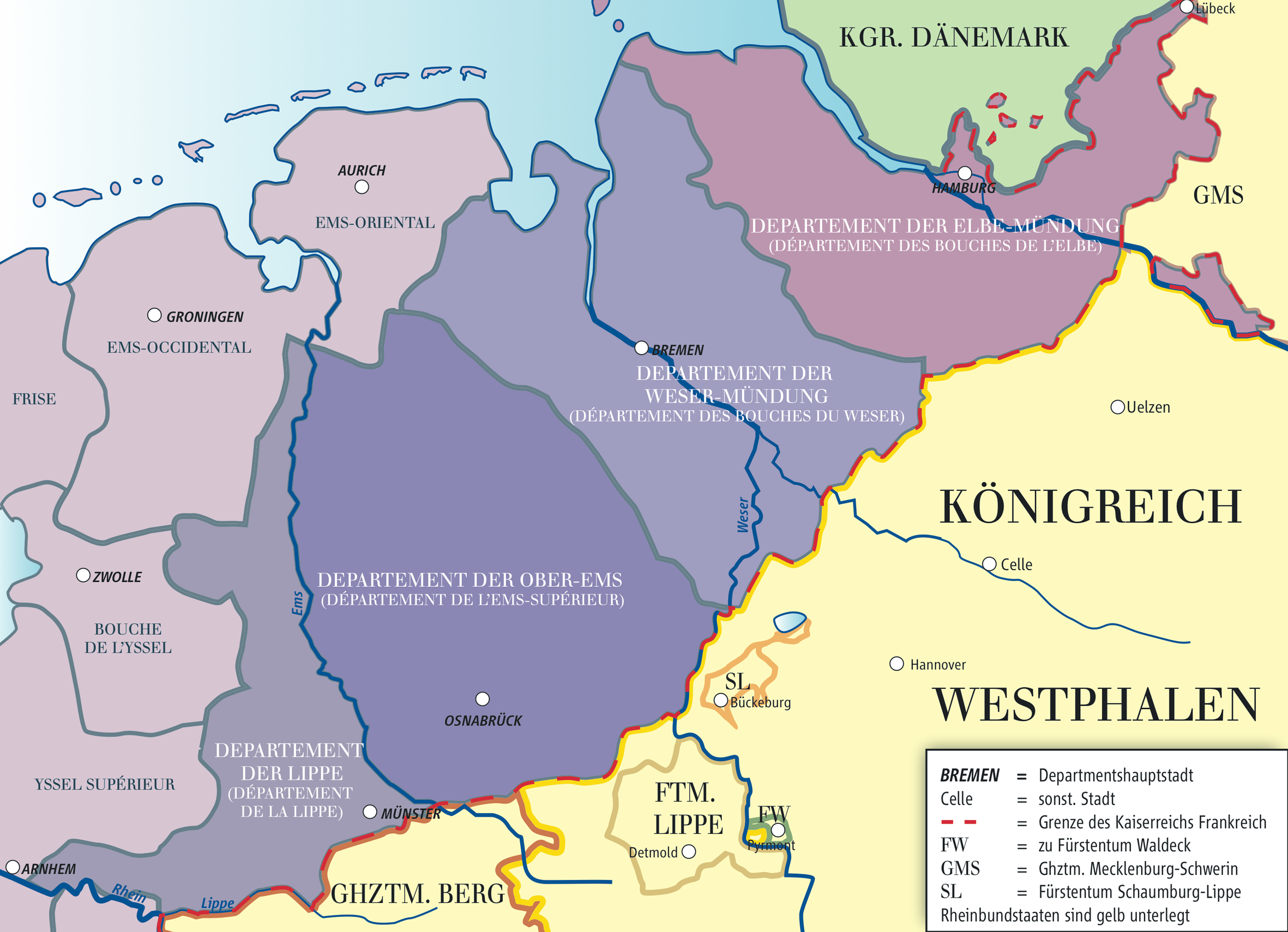
Carte de la région indiquant sa division en départements. Les Bouches-de-l'Elbe sont le département le plus à l'est.

Le département des Bouches-de-l'Elbe a pour chef-lieu Hambourg et est composé de quatre arrondissements, ayant pour chefs-lieux Hambourg, Lübeck, Lunebourg et Stade,.
- L'arrondissement de Hambourg est divisé en neuf cantons, dont les chefs-lieux sont :
  - Hambourg (six cantons),
  - Bergedorf,
  - Hamm,
  - canton de Wilhelmsbourg (nds) à Wilhelmsbourg (de),
- L'arrondissement de Lübeck est composé de neuf cantons :
  - Lübeck (trois cantons, deux intramuros, un extramuros),
  - Lauenbourg,
  - Moellen,
  - Neuhaus-sur-l'Elbe,
  - Ratzebourg,
  - Schwarzenbek,
  - Steinhorst ;
- L'arrondissement de Lunebourg a huit cantons, dont les chefs-lieux sont : 
  - canton de Bardowieck (nds) à Bardowieck,
  - canton de Buxtehude (nds) à Buxtehude,
  - canton de Garlstorf (nds) à Garlstorf,
  - canton de Harbourg (nds) à Harbourg,
  - canton de Hittfeld (nds) à Hittfeld,
  - canton de Lunebourg (nds) à Lunebourg,
  - canton de Tostedt (nds) à Tostedt,
  - canton de Winsen (nds) à Winsen ;
- L'arrondissement de Stade est composé de dix cantons, dont les chefs-lieux sont :
  - canton de Bremervörde (nds) à Bremervörde,
  - canton de Freybourg (nds) à Fribourg-sur-l'Elbe,
  - canton de Himmelpforten (nds) à Himmelpforten,
  - canton de Hornebourg (nds) à Horneburg,
  - canton de Jork (nds) à Jork,
  - canton de Neuhaus-sur-l'Oste (nds) à Neuhaus-sur-l'Oste,
  - canton de Otterndorf (nds) à Otterndorff,
  - canton de Ritzebüttel (nds) à Ritzebüttel,
  - canton de Stade (nds) à Stade,
  - canton de Zeven (nds) à Zeven.

## Liste des préfets
| Période         | Période | Identité                                                 | Fonction précédente | Observation |
| --------------- | ------- | -------------------------------------------------------- | --- | --- |
| 10 janvier 1811 | 1813    | Patrice-Charles-Gislain de Coninck                       | Préfet des Bouches-de-l'Escaut | Membre de la Commission constitutionnelle néerlandaise (1815) |
| 15 mars 1813    | 1814    | Achille Charles Stanislas Émile Le Tonnelier de Breteuil | Polytechnicien (an IX), Auditeur au Conseil d'État (11 février 1809), Intendant des provinces de Styrie (1809), Carinthie (1809) et de la Basse-Carniole (1810) Préfet de la Nièvre | Maître des requêtes au Conseil d'État (Cent-Jours) Préfet d'Eure-et-Loir (Seconde Restauration) Préfet de la Sarthe (1820) Préfet de la Gironde (1822) Pair de France (1823-1848) Sénateur du Second Empire |